# San Bernardino alle Ossa

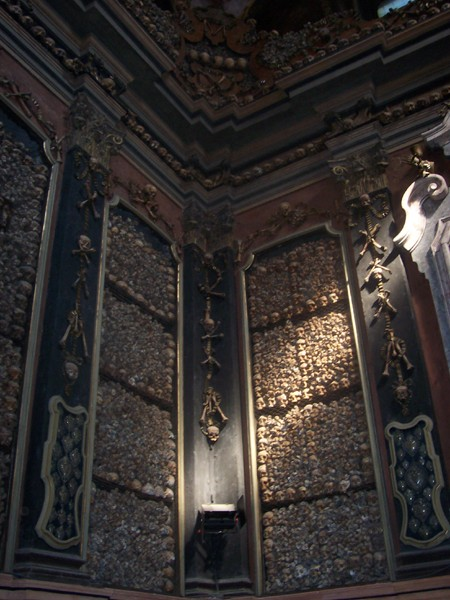
A templom osszuáriuma

A San Bernardino alle Ossa (Piazza S. Stefano) egy milánói templom a Santo Stefano Maggiore szomszédságában.

## Története
A 12. században épült román stílusban. 1679-ben, majd egy tűzvész után 1750-ben is átalakították, előterét azonban megtartották. Az építmény nyolcszögletű törzsét ugyancsak az eredeti alapján állították helyre.

## Leírása
Legérdekesebb része a templomhoz jobbról csatlakozó Cappella Ossario (Csontház), amelynek falait emberi csontokból összeállított, morbid dekoráció borítja. A legenda szerint a csontok azoknak a katolikus vértanúknak földi maradványai, akik Szent Ambrus idejében az ariánusokkal folytatott háborúskodás során vesztették életüket. Egy másik változat úgy szól, hogy azoknak a milánói harcosoknak a csontjai vannak itt, akik a keleti gótok elleni harcokban estek el. A legvalószínűbb feltevés az, hogy a csontok a megszüntetett közeli temetőből származnak. A templom boltozatán látható hatalmas freskó Sebastiano Ricci 1695-ből származó alkotása: „Angyali üdvözlet".